# Dodge Meadowbrook
Dodge Meadowbrook (Додж Медоубрук) — повнорозмірний автомобіль, який виготовлявся компанією Dodge в США з 1949 по 1954 рр.

## Історія
Dodge Meadowbrook виготовлявся компанією Dodge і пропонувався як модель середнього рівня оздоблення з лютого 1949 по 1952 рр., над Wayfarer і під Coronet. Meadowbrook був дуже подібним на Coronet, за винятком різного оздоблення і обладнання. В 1952 році лінійку Wayfarer скасували і Meadowbrook став низько-ціновим Dodge в США; ринки експорту (включно з Канадою) продовжували отримувати Dodge Kingsway на базі Plymouth.

### 1949
В свій перший рік лише 4-дверні Meadowbrook склали 30% продажів Dodge (біля 90,000 машин), і сходили з гідравлічними гальмами Safe-Guard, які мали по два циліндри на кожне спереду. Dodge також представив нову «коляскову» підвіску, яка ймовірно була м’якішою, ніж у всіх інших автовиробників. Рядний однокамерний 6-циліндровий двигун видавав 103 к. с. (77 кВт).

### 1950

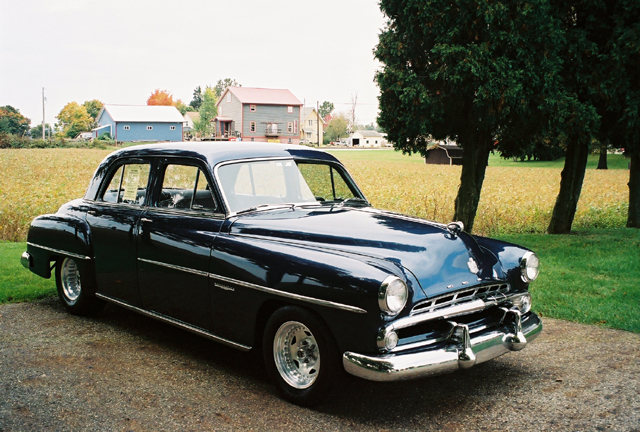
Модель 1952 року

В 1950 році 6-циліндровий двигун прозвали "Get-Away". Після останнього представлення 1949-х, Dodge 1950 року з’явився трохи раніше, 4 січня 1950. Meadowbrook 1950 року має широкий радіус повороту, 42.7 фути (13.0 м). Кузов 4-дверний седан був єдиною опцією.

### 1951
Meadowbrook 1951 року отримав ретельну зміну, з повністю новим фасадом. Бампери були також новими, як і панель приладів, і вітрове скло було збільшене. Двигун залишився незмінним, яким і буде по 1954 рік.

### 1952
Моделі 1952 року представили 10 листопада 1951. У зв’язку з тим, що Chrysler був повністю зосереджений на загостренні Корейської війни, моделі 1952 року майже не отримали будь-яких змін – модифікації обмежили до таких деталей як червоний відбивач світла під задніми ліхтарями і злегка змінених ковпаків. В 1952 році Meadowbrook склав 32.50% продажів Dodge (біля 84,000).

### 1953
Dodge 1953 року прибув 23 жовтня 1952, і мав модернізований кузов моделі 1952. Двері (тепер з висувними ручками) відчинялись ширше, вітрове скло стало суцільним, і задні ліхтарі стали овальними. Звісно решітка радіатора й хромовані накладки були змінені. Серія "Meadowbrook Special" була додана, щоб замінити Wayfarer і нижчий кінець лінійки Dodge. Також були додані 2-дверна модель і універсал. Обидва 2- і 4-дверні седани пропонувались в рівнях оздоблення Meadowbrook і Special, але Special не пристосувався до сильного автомобільного ринку США і до квітня 1953 року його вже зняли з виробництва. Натомість, продажі нових Coronet з двигуном V8 були дуже сильними. Аскетичний Special, призначений для комівояжерів і т. п., не отримав жодного бокового хромованого оздоблення і просте гумове покриття навколо вікон. Інтер’єр був однаково голий.
2-дверний універсал Suburban, який пропонувався лише в 1953 році, сидів на коротшій 114-дюймовій (2,900 мм) колісній базі, ніж седани.

### 1954

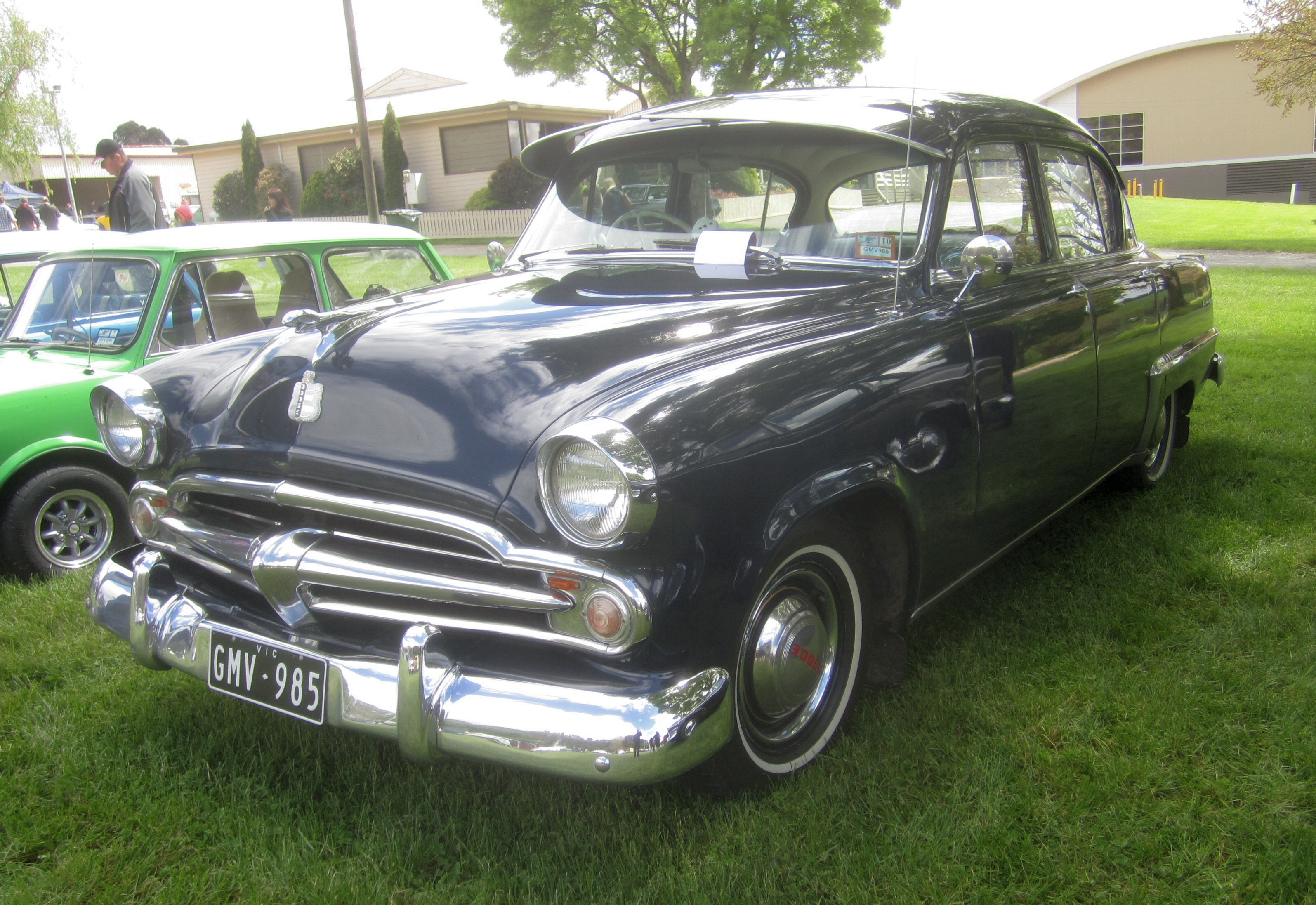
Модель 1954 року

1954 рік був останнім для Meadowbrook, і він мав нову автоматичну трансмісію Powerflite. Пропонувався як 4-дверний і 2-дверний седан (під назвою Клуб Купе), він тепер був доступний з новим опційним двигуном Hemi V8 "Red Ram". З 241.3-куб. дюймами (4.0 л), він виробляє 140 к. с. (104 кВт) для Meadowbrook, на 10 к. с. менше, ніж в більш вищих Dodge, через нижчий коефіцієнт стиснення. Завдяки незначному збільшенню стиснення, шістка "230" збільшила свій вихід сили до 110 к. с. (82 кВт). Покупці все ще притримувались більш престижних лінійок Coronet і Royal, тож збудували лише 15,444 машин.